# Sovetski (Novossibirsk)
|  | Per a altres significats, vegeu «Sovetski». |

Sovetski (en rus: Советский) és un poble (un possiólok) de l'óblast de Novossibirsk, a Rússia, que en el cens del 2010 tenia 247 habitants, pertany al districte de Novossibirsk.